# André Parrot

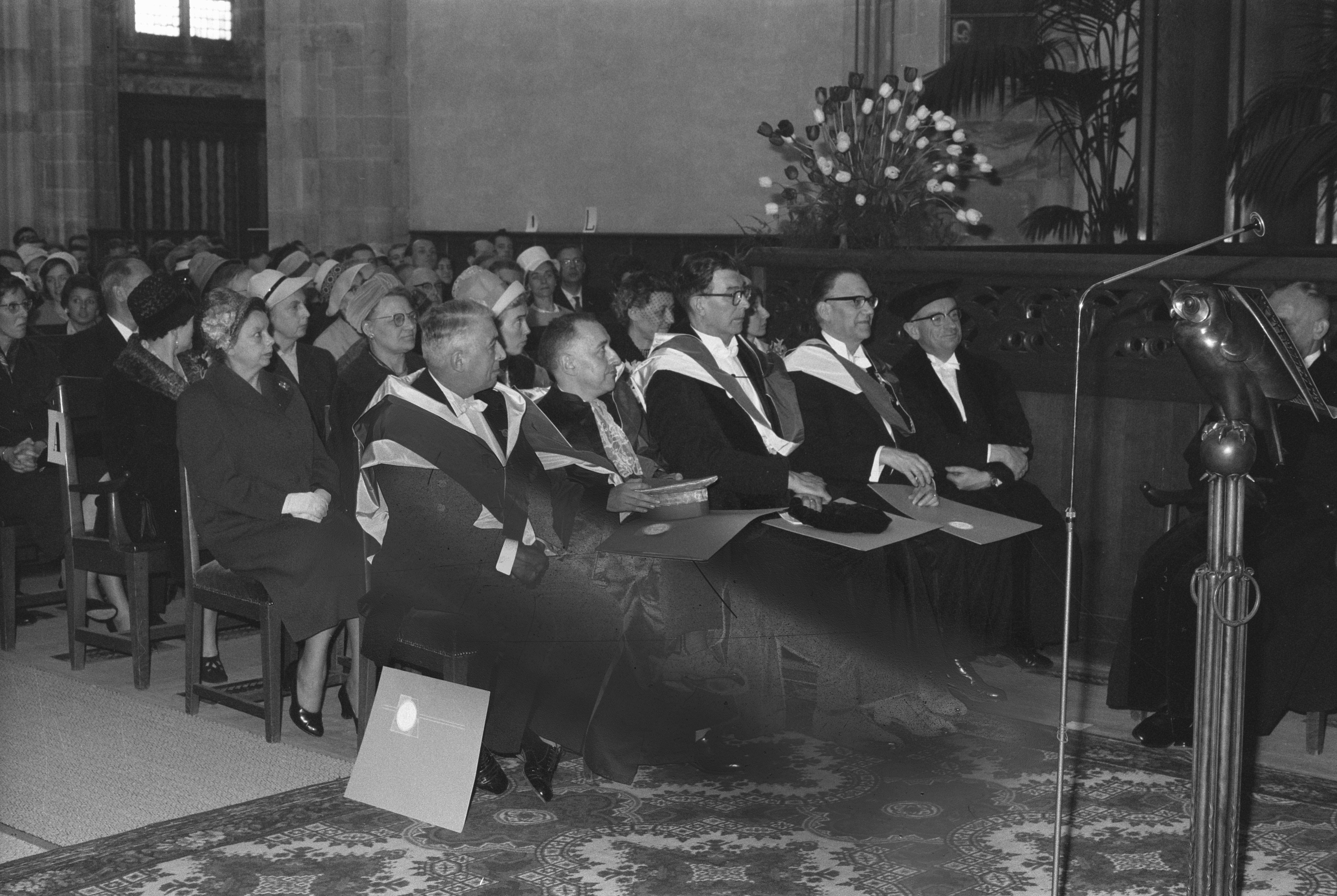
André Parrot, Jean Carbonnier, Hans Van Werveke e Gerard Knuvelder (Utrecht, 1961)

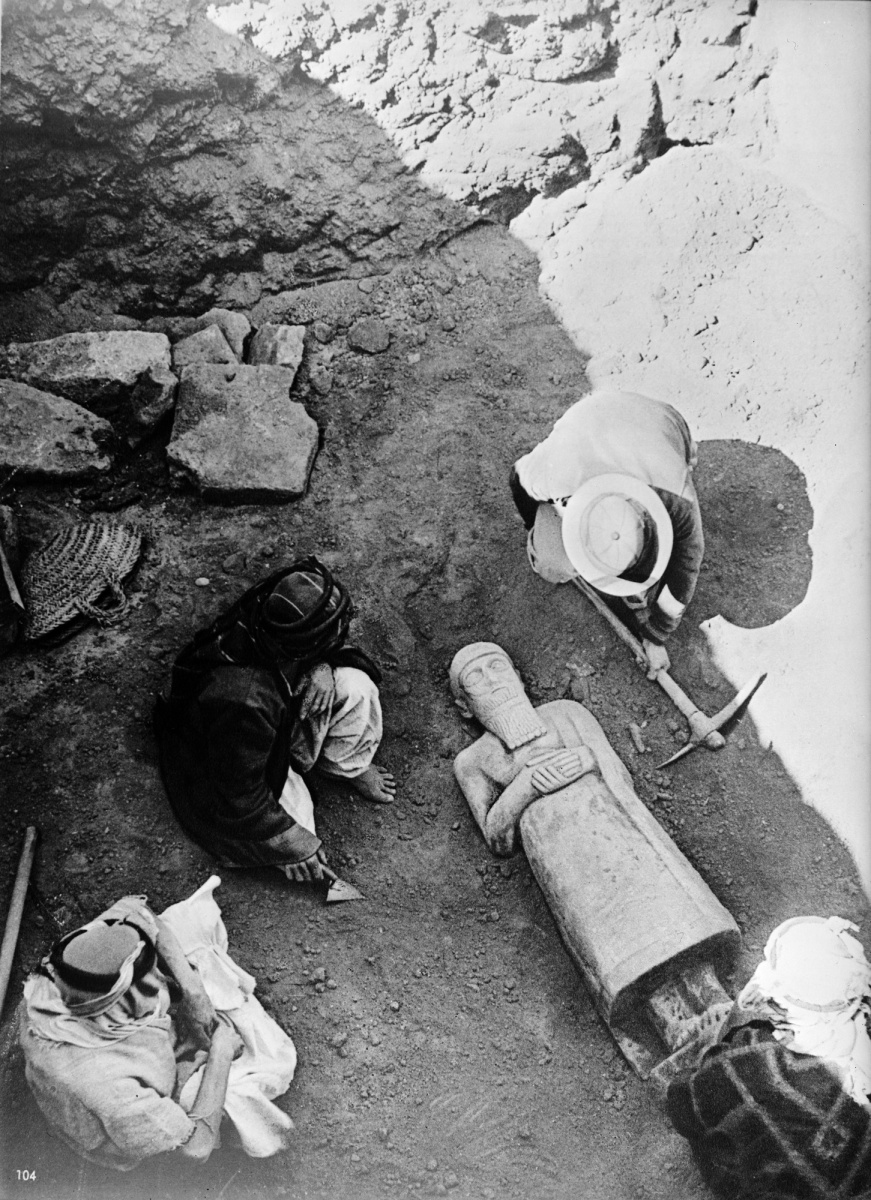
Escavações em Mari, Síria, pela equipe arqueológica de André Parrot em 1936. Descoberta da estátua do rei Ishtup-Ilum.

André Parrot (Doubs, 15 de fevereiro de 1901 - Paris, 24 de agosto de 1980) foi um arqueólogo francês especializado no antigo Oriente Próximo. Ele liderou escavações no Líbano, Iraque e Síria, e é mais conhecido por seu trabalho em Mari, na Síria, onde liderou importantes escavações de 1933 a 1975.

## Biografia
Parrot nasceu em 1901 em Désandans, no departamento francês de Doubs. Ele foi nomeado curador-chefe dos Museus Nacionais em 1946 e tornou-se diretor do Louvre de 1958 a 1962. Foi comandante da Legião de Honra e membro da Académie des Inscriptions et Belles-Lettres. Casou-se com Marie-Louise Girod em 1960 e morreu em Paris em 1980.